# Krivnja (pravo)
Krivnja je subjektivan odnos počinitelja prema djelu zbog kojeg mu pravni sustav može uputiti prijekor tj. sankciju. Krivnja je jedan od temelja kaznene i deliktne odgovornosti.
U kaznenom pravu krivnja je element kaznenog djela u formalnom smislu. Hrvatski zakonodavac je u čl. 4. Kaznenog zakona prihvatio načelo krivnje: Nitko ne može biti kažnjen niti se prema njemu može primijeniti druga kaznenopravna sankcija ako nije kriv za počinjeno djelo.